# Verenigde Staten op de Olympische Winterspelen 1956
Tijdens de Olympische Winterspelen van 1956, die in Cortina d'Ampezzo (Italië) werden gehouden, namen de Verenigde Staten voor de zevende keer deel.

## Medailleoverzicht
| Sport       | Olympiër                                                                             | Discipline    | Medaille |
| ----------- | ------------------------------------------------------------------------------------ | ------------- | -------- |
| Kunstrijden | Hayes Alan Jenkins                                                                   | mannen        | Goud     |
| Kunstrijden | Tenley Albright                                                                      | vrouwen       | Goud     |
| Kunstrijden | Ronnie Robertson                                                                     | mannen        | Zilver   |
| Kunstrijden | Carol Heiss                                                                          | vrouwen       | Zilver   |
| IJshockey   | Olympisch team                                                                       | mannen        | Zilver   |
| Bobsleeën   | Arthur Walter Tyler William Longstreth Dodge Charles Thomas Butler James Ernest Lamy | 4-mansbob (m) | Brons    |
| Kunstrijden | David Jenkins                                                                        | mannen        | Brons    |

## Deelnemers en resultaten

### Alpineskiën
| Olympiër             | Discipline       | Resultaat | Prestatie                    |
| -------------------- | ---------------- | --------- | ---------------------------- |
| William Beck         | afdaling (m)     | dq        | diskwalificatie              |
| Tom Corcoran         | reuzenslalom (m) | 14e       | 3.16,0 (+15,9)               |
| Tom Corcoran         | slalom (m)       | 19e       | 3.41,3 (+26,6) 1.37,1+2.04,2 |
| Brooks Dodge         | reuzenslalom (m) | 15e       | 3.16,4 (+16,3)               |
| Brooks Dodge         | slalom (m)       | 4e        | 3.21,8 (+7,1) 1.27,6+1.54,2  |
| Marvin Melville      | afdaling (m)     | dq        | diskwalificatie              |
| Ralph Miller         | afdaling (m)     | dq        | diskwalificatie              |
| Ralph Miller         | reuzenslalom (m) | 13e       | 3.15,8 (+15,7)               |
| Ralph Miller         | slalom (m)       | 22e       | 3.47,8 (+33,1) 1.34,0+2.13,8 |
| Wallace Werner       | afdaling (m)     | 11e       | 3.05,8 (+13,6)               |
| Wallace Werner       | reuzenslalom (m) | 21e       | 3.21,5 (+21,4)               |
| Wallace Werner       | slalom (m)       | dq        | diskwalificatie              |
|                      |                  |           |                              |
| Andrea Mead-Lawrence | afdaling (v)     | 30e       | 1.55,2 (+14,5)               |
| Andrea Mead-Lawrence | reuzenslalom (v) | 4e        | 1.58,3 (+1,8)                |
| Andrea Mead-Lawrence | slalom (v)       | 25e       | 2.25,8 (+33,5) 57,5+1.28,3   |
| Penny Pitou          | afdaling (v)     | 34e       | 1.58,9 (+18,2)               |
| Penny Pitou          | reuzenslalom (v) | 34e       | 2.10,4 (+13,9)               |
| Penny Pitou          | slalom (v)       | 31e       | 2.42,5 (+50,2) 1.26,2+1.16,3 |
| Betsy Snite          | reuzenslalom (v) | dq        | diskwalificatie              |
| Dorothy Surgenor     | afdaling (v)     | 38e       | 2.01,5 (+20,8)               |
| Dorothy Surgenor     | slalom (v)       | 20e       | 2.17,3 (+25,0) 1.09,1+1.08,2 |
| Gladys Werner        | afdaling (v)     | 10e       | 1.49,6 (+8,9)                |
| Gladys Werner        | reuzenslalom (v) | 22e       | 2.04,0 (+7,5)                |
| Gladys Werner        | slalom (v)       | 27e       | 2.30,1 (+37,8) 1.13,9+1.16,2 |

### Bobsleeën
| Olympiër                                                                             | Discipline                        | Resultaat | Prestatie                                                |
| ------------------------------------------------------------------------------------ | --------------------------------- | --------- | -------------------------------------------------------- |
| Waightman Alan Washbond Patrick Walter Biesiadecki                                   | 2-mansbob (m) Verenigde Staten I  | 5e        | 5.38,16 (+8,02) (1.24,82 / 1.24,15 / 1.24,78 / 1.24,41)  |
| Arthur Walter Tyler Edgar Duff Seymour                                               | 2-mansbob (m) Verenigde Staten II | 6e        | 5.40,08 (+9,94) (1.25,41 / 1.23,77 / 1.24,44 / 1.26,46)  |
| Arthur Walter Tyler William Longstreth Dodge Charles Thomas Butler James Ernest Lamy | 4-mansbob (m) Verenigde Staten I  | Brons     | 5.12,39 (+1,95) (1.17,75 / 1.17,87 / 1.18,25 / 1.18,52)  |
| James Bickford Donald Jacques Lawrence McKillip Hubert Miller                        | 4-mansbob (m) Verenigde Staten II | 19e       | 5.25,16 (+14,72) (1.20,97 / 1.22,47 / 1.21,22 / 1.20,50) |

### Kunstrijden
| Olympiër                    | Discipline | Resultaat | Prestatie                |
| --------------------------- | ---------- | --------- | ------------------------ |
| Hayes Alan Jenkins          | mannen     | Goud      | pc. 13,0; 166,430 punten |
| Ronnie Robertson            | mannen     | Zilver    | pc. 16,0; 165,790 punten |
| David Jenkins               | mannen     | Brons     | pc. 27,0; 162,820 punten |
| Tenley Albright             | vrouwen    | Goud      | pc. 12,0; 169,670 punten |
| Carol Heiss                 | vrouwen    | Zilver    | pc. 21,0; 168,020 punten |
| Catherine Machado           | vrouwen    | 8e        | pc. 86,5; 153,480 punten |
| Carole Ormaca Robin Greiner | paarrijden | 5e        | pc. 56,0; 10,710 punten  |
| Lucille Ash Sully Kothman   | paarrijden | 7e        | pc. 59,5; 10,630 punten  |

### Langlaufen
| Olympiër                                                         | Discipline            | Resultaat | Prestatie                                        |
| ---------------------------------------------------------------- | --------------------- | --------- | ------------------------------------------------ |
| Lawrence Damon                                                   | 15 km (m)             | 51e       | 57.18 (+7.39)                                    |
| Lynn Levy                                                        | 30 km (m)             | 50e       | 2:10.56 (+26.50)                                 |
| Andrew Miller                                                    | 15 km (m)             | 41e       | 56.08 (+6.29)                                    |
| Andrew Miller                                                    | 30 km (m)             | 38e       | 2:00.38 (+16.32)                                 |
| Theodore A. Farwell Andrew Miller Lawrence Damon Marvin Crawford | 4x10 km estafette (m) | 12e       | 2:32.04 (+16.34) (37.42 / 37.22 / 37.27 / 39.33) |

### Noordse combinatie
| Olympiër            | Discipline | Resultaat | Prestatie                                                                |
| ------------------- | ---------- | --------- | ------------------------------------------------------------------------ |
| Marvin Crawford     | mannen     | 23e       | 412,900 punten schans: 196,5 (67,0+69,5+69,5 m) 15 km: 216,400 (1:02.24) |
| Theodore A. Farwell | mannen     | 30e       | 394,000 punten schans: 173,5 (60,5+59,5+61,0 m) 15 km: 220,500 (1:01.21) |
| Charles Tremblay    | mannen     | 34e       | 378,000 punten schans: 182,0 (61,5+64,0+64,5 m) 15 km: 196,000 (1:07.40) |
| Lynn Levy           | mannen     | 35e       | 365,600 punten schans: 162,0 (54,5+60,0+61,0 m) 15 km: 203,600 (1:05.42) |

### Schaatsen
| Olympiër      | Discipline   | Resultaat | Prestatie         |
| ------------- | ------------ | --------- | ----------------- |
| Chuck Burke   | 5000 m (m)   | 43e       | 8.47,4 (+58,7)    |
| Bill Carow    | 500 m (m)    | 6e        | 41,8 (+1,6)       |
| Ken Henry     | 500 m (m)    | 17e       | 42,8 (+2,6)       |
| Art Longsjo   | 5000 m (m)   | 40e       | 8.40,0 (+51,3)    |
| Don McDermott | 500 m (m)    | 25e       | 43,2 (+3,0)       |
| Don McDermott | 1500 m (m)   | 37e       | 2.18,6 (+10,0)    |
| Pat McNamara  | 1500 m (m)   | 20e       | 2.15,2 (+6,6)     |
| Pat McNamara  | 5000 m (m)   | 17e       | 8.10,6 (+21,9)    |
| Pat McNamara  | 10.000 m (m) | 27e       | 17.45,6 (+1.09,7) |
| Gene Sandvig  | 1500 m (m)   | 30e       | 2.17,1 (+8,5)     |
| Gene Sandvig  | 5000 m (m)   | 31e       | 8.25,5 (+36,8)    |
| Johnny Werket | 500 m (m)    | 11e       | 42,4 (+2,2)       |
| Johnny Werket | 1500 m (m)   | 25e       | 2.16,1 (+7,5)     |

### Schansspringen
| Olympiër      | Discipline | Resultaat | Prestatie                  |
| ------------- | ---------- | --------- | -------------------------- |
| Art Devlin    | mannen     | 21e       | 194,5 punten (74,0+72,5 m) |
| Roy Sherwood  | mannen     | 36e       | 183,0 punten (71,5+68,0 m) |
| Willis Olson  | mannen     | 43e       | 174,5 punten (65,0+69,5 m) |
| Richard Rahoi | mannen     | 51e       | 158,0 punten (71,5+78,0 m) |

### IJshockey
| Olympiër | Discipline | Resultaat | Prestatie |
| --- | ---------- | --------- | --- |
| Willard Ikola Don Rigazio Richard Rodenheiser Dan McKinnon Ed Sampson John Matchefts Richard Meredith Dick Dougherty Ken Purpur John Mayasich Bill Cleary Wellington Burtnett Wendell Anderson Gene Campbell Gordy Christian Weldon Olson John Petroske | mannen     | Zilver    | voorronde groep B: 3 - 4 Verenigde Staten - Tsjecho-Slowakije 4 - 0 Verenigde Staten - Polen finaleronde: 7 - 2 Verenigde Staten - Duits eenheidsteam 4 - 1 Verenigde Staten - Canada 6 - 1 Verenigde Staten - Zweden 0 - 4 Verenigde Staten - Sovjet-Unie 9 - 4 Verenigde Staten - Tsjecho-Slowakije |

Australië · België · Bolivia · Bulgarije · Canada · Chili · Duits eenheidsteam · Finland · Frankrijk · Griekenland · Groot-Brittannië · Hongarije · IJsland · Iran · Italië · Japan · Joegoslavië · Libanon · Liechtenstein · Nederland · Noorwegen · Oostenrijk · Polen · Roemenië ·  Sovjet-Unie · Spanje · Tsjecho-Slowakije · Turkije · Verenigde Staten · Zuid-Korea · Zweden · Zwitserland